# Hrabstwo Hamilton (Indiana)

Piramida wieku hrabstwa

Hrabstwo Hamilton (ang. Hamilton County) – hrabstwo w stanie Indiana w Stanach Zjednoczonych.

## Geografia
Według spisu z 2010 roku obszar całkowity hrabstwa obejmuje powierzchnię 402,44 mili2 (1042,31 km²), z czego 394,27 mili2 (1021,15 km²) stanowią lądy, a 8,17 mili2 (21,16 km²) stanowią wody. Według szacunków United States Census Bureau w roku 2012 miało 289 495 mieszkańców. Jego siedzibą administracyjną jest Noblesville.

### Miasta
- Arcadia
- Atlanta
- Carmel
- Cicero
- Fishers
- Noblesville
- Sheridan
- Westfield